# Marcin Łukasz Mazur
Marcin Łukasz Mazur (ur. 7 kwietnia 1963 w Warszawie) – polski dyrygent chóralny, pedagog i kompozytor. Ukończył studia w Akademii Muzycznej im. Fr. Chopina w Warszawie (1988), doktoryzował się w Akademii Muzycznej im. St. Moniuszki w Gdańsku (2009).

## Działalność dyrygencka
Działalność dyrygencką rozpoczął w 1985 r. Prowadził m.in.: chóry Towarzystwa Śpiewaczego LUTNIA w Warszawie (1985-1996), Orkiestrę im. A. Corellego w Bielsku-Białej, chór i orkiestrę PPSM im. K. Szymanowskiego w Warszawie, Chór Filharmonii Gran Canarii w Las Palmas – Hiszpania (1998-2000). Od 2000 pracuje z Grodziskim Chórem Bogorya.   
Z chórami LUTNI i z Grodziskim Chórem Bogorya występował wielokrotnie w Polsce i za granicą, zdobywając około pięćdziesięciu nagród na konkursach chóralnych i dokonując prawykonań dzieł współczesnych kompozytorów muzyki chóralnej (Kurt Bikkembergs, Krzysztof Dzierma, Andrzej Hundziak, Andrzej Koszewski, Marian Sawa, Wilbur Skeels, Romuald Twardowski).   
Z chórem Filharmonii Gran Canarii przygotował kilka wielkich form wokalno-instrumentalnych, m.in. Bacha (Pasję wg św. Jana i Magnificat), Lloyda-Webbera (Jesus Christ Superstar), Menottiego (operę Amahl i nocni goście), Mozarta (operę Don Giovanni), Schuberta (Mszę Es-dur) oraz operę dziecięcą Brundibar Hansa Krasy. 
Występował w Austrii, Belgii, Czechach, Danii, Francji, Hiszpanii, Holandii, na Litwie, w Niemczech, Portugalii, Słowenii, na Słowacji, w Szwecji, na Węgrzech i we Włoszech. 

## Kompozycje i opracowania
Aktywność twórcza Marcina Łukasza Mazura związana jest z chóralistyką. Skomponował dotychczas ponad 50 utworów na różne rodzaje chórów oraz opracował na chór ponad 100 pieśni, głównie kolęd. Większość jego utworów i opracowań ukazała się drukiem w polskich i zagranicznych wydawnictwach muzycznych:

### Kompozycje
- 2 motety weselne SSATB (Ave Maria i Veni creator), Wyd. Triangiel 1992, 1995[4]
- 24 Pieśni do słów Joanny Kulmowej SSA/SSAA (Akacje, Bose słoneczko, Cień brzozowy, Cisza rozkołysana, Co piszczy w trawie, Echo i echo, Gdyby wahadło wiedziało, Gile jak maki, Jabłoń wstydliwa, Kolory, Kot i cień, Mazurek, Nie lubię chodzić do szkoły, Noce bezksiężycowe, Pogubione wiersze, Rzeka, Słoneczniki, Szewc, Wiosenny wietrzyk, Zasypianie sarny, Zasypianie sowy, Zbójnicy świerki, Zimno-ciepło, Żabi jazz), Wyd. PWM 2014-2017 – 4 zbiory po 6 utworów[5][6][7][8]
- Ave maris stella SSA, Wyd. Cantus Quercus Press, USA 2005[9]
- Canzonetta SSA, Wyd. Cantus Quercus Press, USA 2007[10]
- Credentes mundi laetare SSA, Wyd. Cantus Quercus Press, USA 2009
- In der Schokoladenstadt SSAPfte. Wyd. Ferrimontana, Niemcy 2022[11]
- In te Domine speravi SSAA, Wyd. Ferrimontana, Niemcy 2012[12]
- Inclina Domine aurem tuam TTBB. Wyd. Ferrimontana, Niemcy 2022[13]
- Jubilate Deo SSAA, Wyd. Ferrimontana, Niemcy 2013[14]
- Kolędziołki na chór mieszany a cappella. Wyd. PWM 2022[15]
- La Rondinella SSA. Wyd. Ferrimontana, Niemcy 2022[16]

### Opracowania
- 100 kolęd na 2 i 3 głosy równe SSA (z Włodzimierzem Sołtysikiem), Wyd. Triangiel 2006, 2013[17]
- 12 kolęd na głosy równe SSA/SSAA (z Włodzimierzem Sołtysikiem), Wyd. Triangiel 1991, 1994, 2004[18]
- 7 kolęd na chór mieszany SATB, Wyd. Triangiel 1994
- Kolędy dla chórów szkolnych SSA (z Włodzimierzem Sołtysikiem), Wyd. WSiP, Warszawa 1999
- Kolędy europejskie na chór dziecięcy lub żeński SSA, Wyd. PWM 2018[19]
- Kolędy świata IV: Hiszpania SATB, na głosy mieszane Wyd. Triangiel 2008[20]
- Kolędy świata IV: Hiszpania SSA, na głosy równe Wyd. Triangiel 2018[21]
- Maria durch ein Dornwald ging SSA, Wyd. Ferrimontana, Niemcy 2013[22]
- Mozart W.A., Coronation Mass, [opr. na chór 3-gł. SSA], Cantus Quercus Press, USA 2006
- Polish Carols for Treble Choir SSA, Wyd. Cantus Quercus Press, USA 2001

### Inne publikacje
Marcin Łukasz Mazur jest autorem szeregu publikacji dotyczących muzyki chóralnej i metodyki prowadzenia chórów. 
- Wstępy w wydaniach nutowych serii muzyki chóralnej Wydawnictwa Triangiel, poświęcone twórczości następujących kompozytorów: Kurt Bikkembergs, Zbigniew Ciechan, Andrzej Hundziak, Andrzej Koszewski, Zygmunt Noskowski, Marian Sawa, Romuald Twardowski.
- Vademecum dyrygenta chóru, Wyd. Triangiel 2014[23]

### Nagrody i wyróżnienia
- nagroda na konkursie Melodie ziem polskich w opracowaniu za utwór "Przyszedł Mazur do Mazura" SSA, Lublin 2014[24]
- statuetka "Bursztynowe Nutki" - nagroda  Wydawnictwa Pani Twardowska, Warszawa 2019

- 3. nagroda na konkursie Opus ignotum za utwór "Měsíc svítí do okénka" SSAA, Praha (Czechy) 2020[25]
- 2. nagroda generalna oraz 1. nagroda w kategorii chórów dziecięcych  na konkursie InCanto Mediterraneo za utwór "La Rondinella" SSA, Milazzo (Włochy) 2021[26]
- wyróżnienie w kategorii chórów męskich na konkursie InCanto Mediterraneo za utwór "Inclina Domine aurem tuam" TTBB, Milazzo (Włochy) 2021[26]
- odznaka honorowa "Zasłużony dla Kultury Polskiej", Warszawa 2022